# Chlosyne bridgei
Chlosyne bridgei är en fjärilsart som beskrevs av Comstock 1924. Chlosyne bridgei ingår i släktet Chlosyne och familjen praktfjärilar. Inga underarter finns listade i Catalogue of Life.